# Todd Tesen
Todd Tesen, właściwie Todd Thiessen (ur. 30 października 1968 w Michigan) – amerykański aktor, znany między innymi z roli młodego generała Rossa w filmie Hulk. Studiował teatr na Eastern Michigan University.
Jest bratem aktorki Tiffany Thiessen.
Ma 188 cm wzrostu.